# ريبيكا كروفت
ريبيكا كروفت (بالإنجليزية: Rebecca Croft)‏ هي ممثلة أسترالية، ولدت في 20 أغسطس 1978 في سيدني في أستراليا.

## وصلات خارجية
- ريبيكا كروفت على موقع IMDb (الإنجليزية)